# Престатін
Преста́тін (англ. Prestatyn) — місто на півночі Уельсу, в області Денбігшир.
Населення міста становить 18 496 осіб (2001).